# Hayns Park

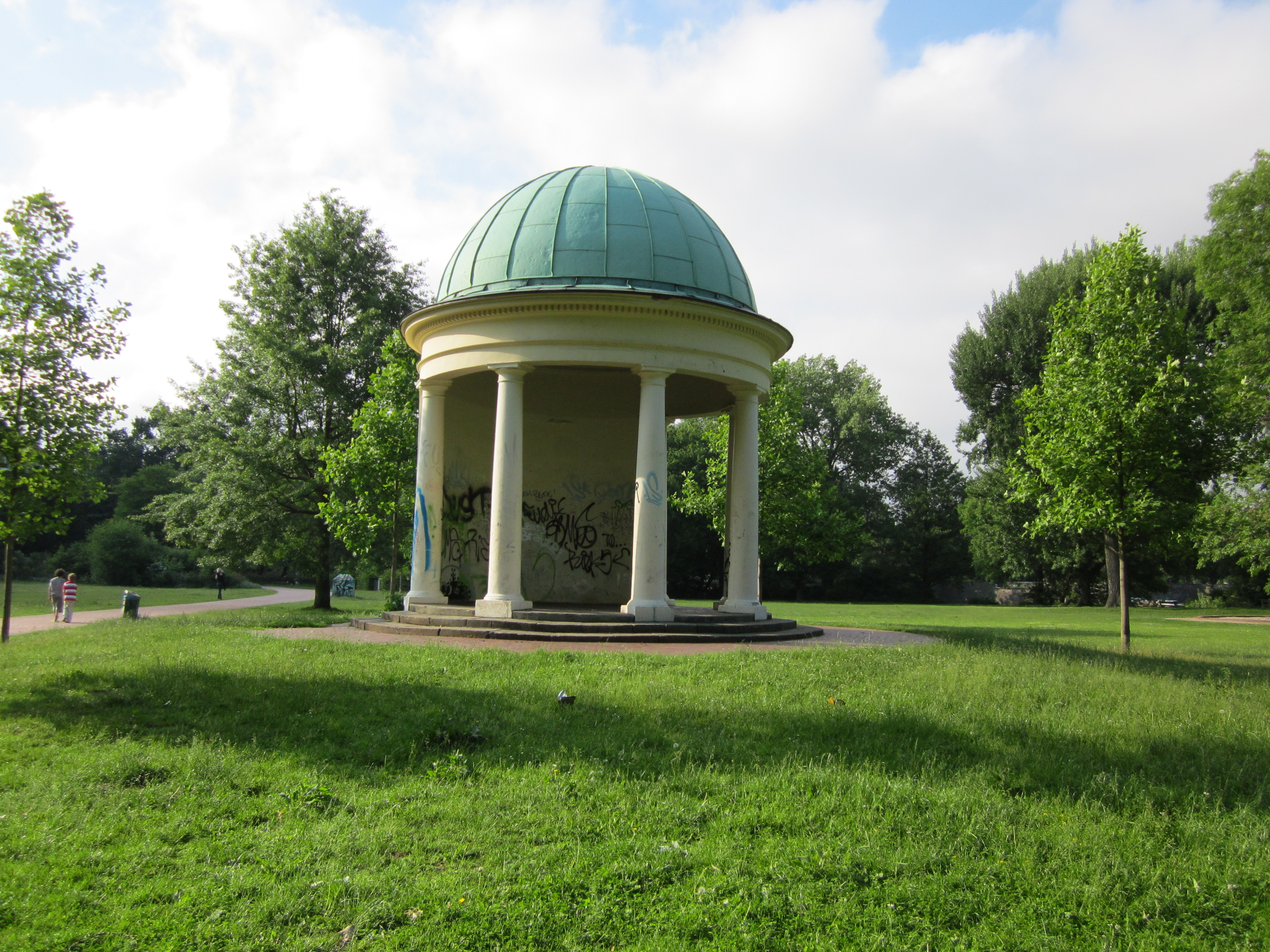
Monopteros in Hayns Park.

Hayns Park ist ein Park im Hamburger Stadtteil Eppendorf am Alsterlauf. Er wurde 1931 für die Öffentlichkeit eröffnet. Durch den Park führt der bekannte Alsterwanderweg.
Charakteristisch für Hayns Park ist das von Otto Linne entworfene Kinderplanschbecken sowie ein Monopteros.
Benannt ist Hayns Park nach dem Senator Max Theodor Hayn, dem Nachfolger von Senator Jenisch, der den Garten 1873 erwarb und ihn als Sommersitz mit Villa nutzte. Damals hatte das Grundstück eine Fläche von 27.300 Quadratmetern. Im Zuge der Alsterkanalisierung veränderte sich der Garten stark. Vom ursprünglichen Garten blieben nur noch der Monopteros und einige Bäume übrig.
Der Monopteros wurde vom Sommer 2016 bis April 2019 wegen Baufälligkeit saniert und wird jetzt zwei Mal jährlich künstlerisch gestaltet.